# Kazo
Kazo (加 須 市 Kazo-shi) je japonské město v prefektuře Saitama v regionu Kantó. Město mělo podle odhadu ze dne 1. února 2016 populaci 112 158 a hustotu obyvatelstva 841 osob na km² dne. Jeho celková rozloha je 133,30 km². Město je známé pro je známé po celém Japonsku pro tvorbu koinobori (papírové vlajky ve tvaru kaprů), baseball, vybavení kendo a nudlí Kazo-udon.

## Vzdělávání
- Mezinárodní univerzita Heisei
- Kazo má 22 základních škol, osm středních škol a 2 vysoké školy.

## Sport
V dubnu 2016 se zde konalo 2. kolo světového poháru v boulderingu, kterého se účastnil český reprezentant Martin Stráník.